# Reserva Natural de Kärasi
A Reserva Natural de Kärasi é uma reserva natural localizada no condado de Jõgeva, na Estónia.
A área da reserva natural é de 598 hectares.
A área protegida foi fundada em 1996 para proteger valiosos tipos de habitat e espécies ameaçadas em Kärasi, Piilsi, Separa e Tammispää.